# 叙永镇
叙永镇，是中华人民共和国四川省泸州市叙永县下辖的一个乡镇级行政单位。

## 行政区划
叙永镇下辖以下地区：
东外社区、东城社区、宝珠社区、中城社区、西城社区、南城社区、环城社区、西外社区、和平社区、安居村、鱼凫村、万家村、车家村、五角村、银顶村、军田村、宝莲村、金桂村、大岭村、宝元村、丹山村、丹桂村、百花村、红岩村、三八场村和红星场村。